# Municipio de Hettinger
El municipio de Hettinger (en inglés: Hettinger Township) es un municipio ubicado en el condado de Adams en el estado estadounidense de Dakota del Norte. En el año 2010 tenía una población de 195 habitantes y una densidad poblacional de 2,15 personas por km².

## Geografía
El municipio de Hettinger se encuentra ubicado en las coordenadas 45°59′10″N 102°40′57″O / 45.98611, -102.68250. Según la Oficina del Censo de los Estados Unidos, el municipio tiene una superficie total de 90.91 km², de la cual 90,36 km² corresponden a tierra firme y (0,61 %) 0,55 km² es agua.

## Demografía
Según el censo de 2010, había 195 personas residiendo en el municipio de Hettinger. La densidad de población era de 2,15 hab./km². De los 195 habitantes, el municipio de Hettinger estaba compuesto por el 96,41 % blancos, el 2,05 % eran afroamericanos, el 0,51 % eran asiáticos y el 1,03 % eran de una mezcla de razas. Del total de la población el 0,51 % eran hispanos o latinos de cualquier raza.